# Olaf Aakrann
Olaf Aakrann (Elverum, 3 settembre 1856 – Kongsvinger, 1º maggio 1904) è stato un pittore norvegese.

## Biografia
Olaf era uno dei figli di John Clemetsen Aakrann (1809-1899) e Birthe Øvergaard (1829-1913), proprietari di Gaarder, una grande fattoria storica di Elverum. 
Dopo gli studi di ingegneria presso la scuola tecnica di Göteborg lavorò come litografo a Cracovia e Vienna.
A causa di una malattia rientrò a Oslo e decise di prendere lezioni di pittura, intorno al 1890 fu allievo ad Oslo di Gerhard Munthe ed Erik Werenskiold, dal 1893 al 1896 fu tra gli allievi di Kristian Zahrtmann a Copenhagen.
Intorno al 1892 compì viaggi di studio a Vienna, Berlino e Parigi.
Nel 1893 trascorse l'estate nella regione del Telemark per dipingere insieme a Torleiv Stadskleiv e al giovane Halfdan Egedius.
Pittore paesaggista, oltre che incisore, sue opere si trovano presso la galleria d'arte di Elverum.